# Arindela
Arindela (łac. Diœcesis Arindelensis) – stolica historycznej diecezji w Cesarstwie Rzymskim (prowincja Palestina III), współcześnie w Jordanii. Wzmianki o biskupach pochodzą z V–VI wieku. Od XVIII wieku katolickie biskupstwo tytularne.

## Biskupi tytularni
| Lp. | Biskup                             | Od                | Do                   |
| --- | ---------------------------------- | ----------------- | -------------------- |
| 1   | Ranald MacDonald                   | 27 sierpnia 1819  | 20 września 1832     |
| 2   | Juan Félix de Jesús Zepeda OFMObs. | 15 kwietnia 1859  | 22 lipca 1861        |
| 3   | Isidore Clut OMI                   | 3 sierpnia 1864   | 9 lipca 1903         |
| 4   | William Anthony Johnson            | 20 kwietnia 1906  | 27 marca 1909        |
| 5   | Joseph Henry Conroy                | 11 marca 1912     | 21 listopada 1921    |
| 6   | Rafael Canale Oberti               | 25 listopada 1921 | 19 listopada 1956    |
| 7   | Almir Marques Ferreira             | 9 kwietnia 1957   | 19 sierpnia 1961     |
| 8   | Antônio Ribeiro de Oliveira        | 25 sierpnia 1961  | 19 grudnia 1975      |
| 9   | Michael Murphy                     | 20 kwietnia 1976  | 20 listopada 1978    |
| 10  | José Rafael Barquero Arce          | 28 marca 1979     | 22 grudnia 1980      |
| 11  | Hildebrando Mendes Costa           | 15 marca 1981     | 25 marca 1986        |
| 12  | Andrzej Śliwiński                  | 9 maja 1986       | 25 marca 1992        |
| 13  | Roberto Antonio Dávila Uzcátegui   | 23 czerwca 1992   | 25 października 2021 |
| 14  | John Bonnici                       | 25 stycznia 2022  |                      |